# Kandi Barbour
Kandi Barbour (Russellville, 15 febbraio 1959 – San Francisco, 18 gennaio 2012) è stata un'attrice pornografica statunitense.

## Biografia
Kandi Barbour è stata scoperta a metà degli anni settanta dalla fotografa Diana Hardy e ha iniziato a posare per riviste maschili prima di fare il salto nell'industria pornografica nel 1978 all'età di 22 anni. Nel 1987, diretta da Ron Jeremy, ha girato il suo ultimo film, X-effect. 
Divenuta una senzatetto, il 15 gennaio del 2012 all'età di 55 anni è stata trovata morta a San Francisco.
Nel 2013 è stata inserita postuma nella Hall of Fame dagli AVN Award.

## Riconoscimenti
- AVN Awards
  - 2013 – Hall of Fame - Video Branch[6]

- XRCO Award
  - 2009 – XRCO Hall Of Fame[7]